# Amphichorema monicae
Amphichorema monicae är en nattsländeart som beskrevs av Schmid 1989. Amphichorema monicae ingår i släktet Amphichorema och familjen Hydrobiosidae. Inga underarter finns listade i Catalogue of Life.